# Protestos na Rússia (2011–2013)
Os protestos na Rússia entre 2011 e 2013 começaram quando jornalistas russos e estrangeiros, assim como ativistas políticos e membros da oposição, alegaram que as eleições parlamentares no país haviam sido fraudadas. Em 10 de dezembro de 2011, após uma semana de manifestações em pequena escala, a Rússia viu os maiores protestos em Moscou desde a queda da União Soviética. Os protestos tinham como alvo o partido no poder, Rússia Unida, e Vladimir Putin, o então primeiro-ministro e ex-presidente (2000- 2008), que já anunciara sua intenção de concorrer novamente à presidência em 2012, o que de fato ocorreu.
Novamente, na eleição presidencial de 2012, realizada em 4 de março daquele ano, houve denúncias de fraude, o que motivou a continuidade dos protestos, que perduraram até o ano de 2013.

## Antecedentes
De acordo com a agência estatal de notícias RIA Novosti, havia mais de 1100 relatórios oficiais de irregularidades eleitorais em todo o país. Membros dos partidos Rússia Justa, Yabloko e do Partido Comunista informaram que os eleitores haviam sido transportados entre os diversos locais de votação para votar várias vezes. Os partidos Yabloko e Liberal Democrata informaram que alguns dos seus observadores tinham sido proibidos de assistir à vedação das urnas e de coletar imagens de vídeo, sendo que alguns haviam sido expulsos, sem justificativa, dos locais de votação.
Já o partido Rússia Unida, por sua vez, alegou que membros dos partidos de oposição havia cometido crimes eleitorais, tais como a distribuição de folhetos e jornais em locais de votação e a coação de eleitores para que votassem no Partido Comunista.

## Protestos contra o governo

### 5–7 de dezembro
Em 5 de dezembro de 2011, os opositores do governo começaram a protestar em Moscou com aproximadamente 5 mil pessoas denunciando Vladimir Putin, seu governo e as eleições fraudulentas. Alguns defensores argumentaram que as eleições foram uma farsa e exigiram a saída de Putin, enquanto alguns exigiam uma revolução. Acredita-se que Alexei Navalny, um blogueiro e ativista anticorrupção que tachou o partido político de Putin (Rússia Unida) de "partido dos vigaristas e ladrões", tenha sido responsável pela mobilização inicial dos protestos em massa, por meio de publicações em seu blog LiveJournal e no Twitter. Em resposta, o partido Rússia Unida  qualificou a agitação promovida por Navalny como "tentativa suja de autopromoção".

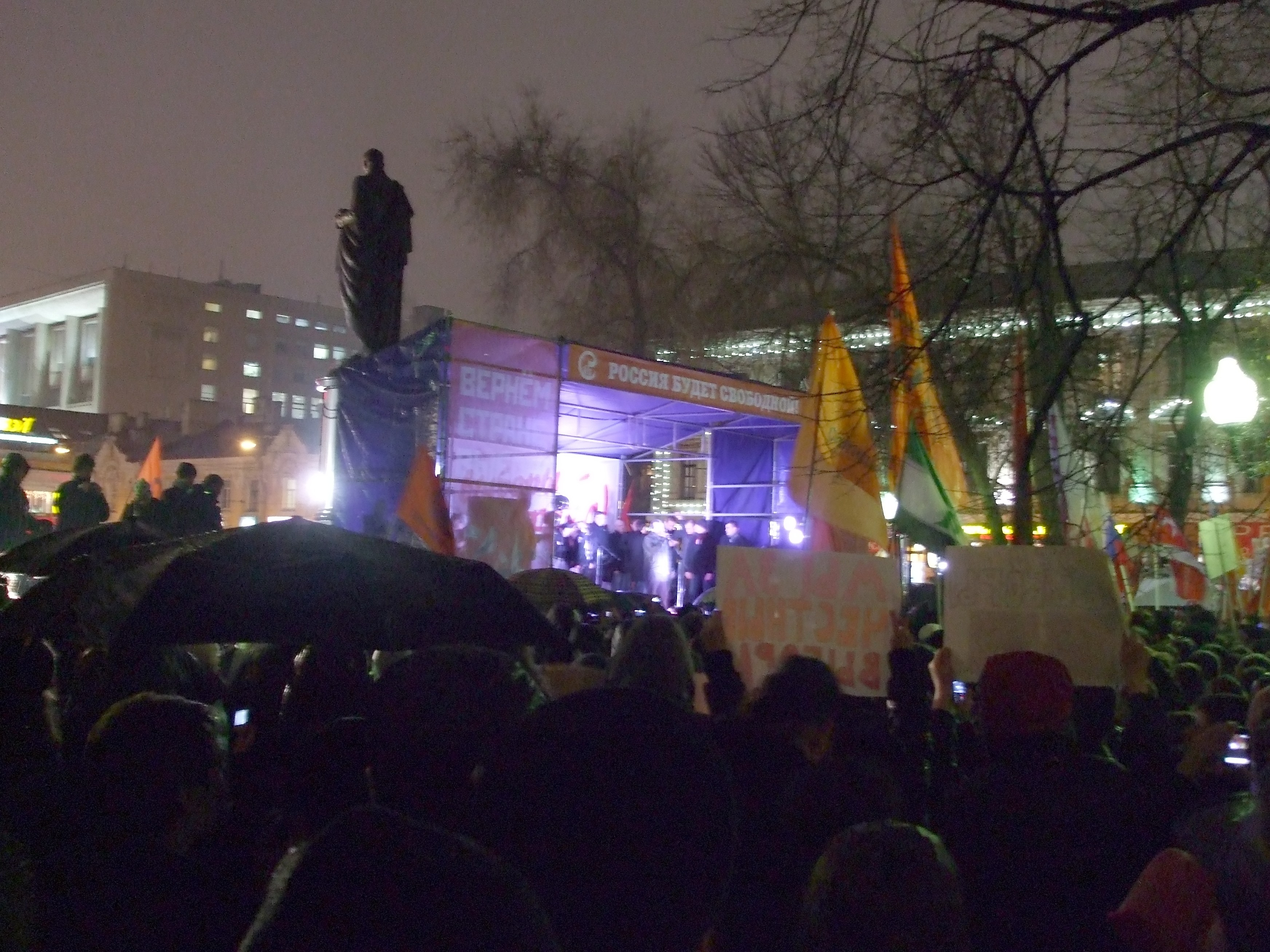
Protestos na capital russa, Moscou, em 5 de dezembro de 2011.

Muitos partidários pró-governo, incluindo o grupo de jovens pró-Putin Nashi, foram mobilizados em 6 de dezembro, no local da manifestação prevista, onde manifestaram apoio ao governo e ao partido Rússia Unida. Houve uma manifestação de 15 000 manifestantes de Nashi na Praça Manezhnaya e um comício de 8000 manifestantes da Jovem Guarda na Praça da Revolução. Cerca de 500 ativistas pró-Rússia Unida marcharam perto da Praça Vermelha. Caminhões com soldados e policiais, foram implantados à frente dos esperados protestos anti-governo, e verificou-se que 300 manifestantes foram presos em Moscou na noite anterior, juntamente com 120 em São Petersburgo. Durante a noite de 6 de dezembro, pelo menos 600 manifestantes foram vistos na Praça Triumphalnaya gritando frases contra Putin, enquanto protestantes contra o governo na Praça da Revolução entraram em confronto com a polícia de choque e tropas do Ministério do Interior, resultando em algumas perseguições e prisões. A quantidade de protestos depois teria alcançado mais de mil pessoas na Praça Triumphalnaya e dezenas de prisões foram relatadas, incluindo Boris Nemtsov, um líder da oposição e ex-vice-primeiro-ministro, e Alexey Navalny. Mais de 250 pessoas foram detidas e suspeitos foram transportados em ônibus da polícia. Pelo menos um jornalista russo alegou ter sido espancado por cacetetes policiais nas pernas. Outras 200 prisões foram relatadas em São Petersburgo e 25 em Rostov na mesma noite. Depois de três horas e meia, o protesto de Moscou chegou ao fim. Tentativas de realizar um grande protesto em Moscou fracassou no dia 7 devido à segurança policial.

Russia Today cobrindo os protestos na Praça Bolotnaya em Moscou em 10 de dezembro.

#### Cobertura da mídia
De acordo com a BBC em 7 de dezembro, "os canais de TV do Estado têm ignorado os protestos, dando cobertura apenas aos comícios em apoio ao governo". Em contraste, os jornais mencionaram os protestos em maior profundidade. A única estação de TV a mencionar os protestos longamente antes de 10 de dezembro foi a privada REN TV, mas não transmitiu amplamente. A partir de 10 de dezembro, no entanto, todos os principais canais controlados pelo Estado estavam cobrindo os protestos.

A fita branca se tornou o símbolo da oposição.

#### Símbolos
A fita branca surgiu em outubro de 2011 como um símbolo de oposição. Alguns russos foram amarrando-o em suas roupas, carros e outros objetos, e o tema tem aparecido na runet e no Twitter. Em 10 de dezembro, o canal de televisão Dozhd estava mostrando uma fita branca em seu logotipo na tela. A proprietária da estação, Natalya Sindeyeva, explicou este como sendo um sinal de "sinceridade", em vez de "propaganda", e uma tentativa de ser "mediadores" em vez de simplesmente jornalistas.

#### Reações
No dia 6 de dezembro, a secretária de Estado americana Hillary Clinton disse que as eleições na Rússia não foram livres e nem justas. Vladimir Putin disse que os comentários de Hillary "ajudou alguns ativistas da oposição" a agir "de acordo com o cenário bem conhecido de uma revolução de cores e em seus próprios mercenários interesses políticos". Um analista escreveu para a BBC que os comentários de Putin para culpar o Ocidente pelos protestos de rua foi um "software muito velho".
Em 7 de dezembro, Mikhail Gorbachev, ex-presidente da União Soviética, disse que uma nova eleição deve ser realizada para reprimir a raiva pública sobre a eleição fraudulenta. Ele disse que o número de russos que acreditavam que a eleição foi fraudada estava levantando-se diariamente e o governo precisava ouvir a opinião pública para evitar mais distúrbios.
De acordo com uma reportagem do The Wall Street Journal, uma solicitação foi feita pelo Serviço Federal de Segurança da Federação Russa, o sucessor do KGB, ao site de rede social VKontakte para bloquear os grupos de oposição que 'incentivasse as pessoas a fazerem "lixos nas ruas, para organizar uma revolução". O pedido foi recusado devido à natureza geralmente pacífica dos protestos.

### 10 de dezembro

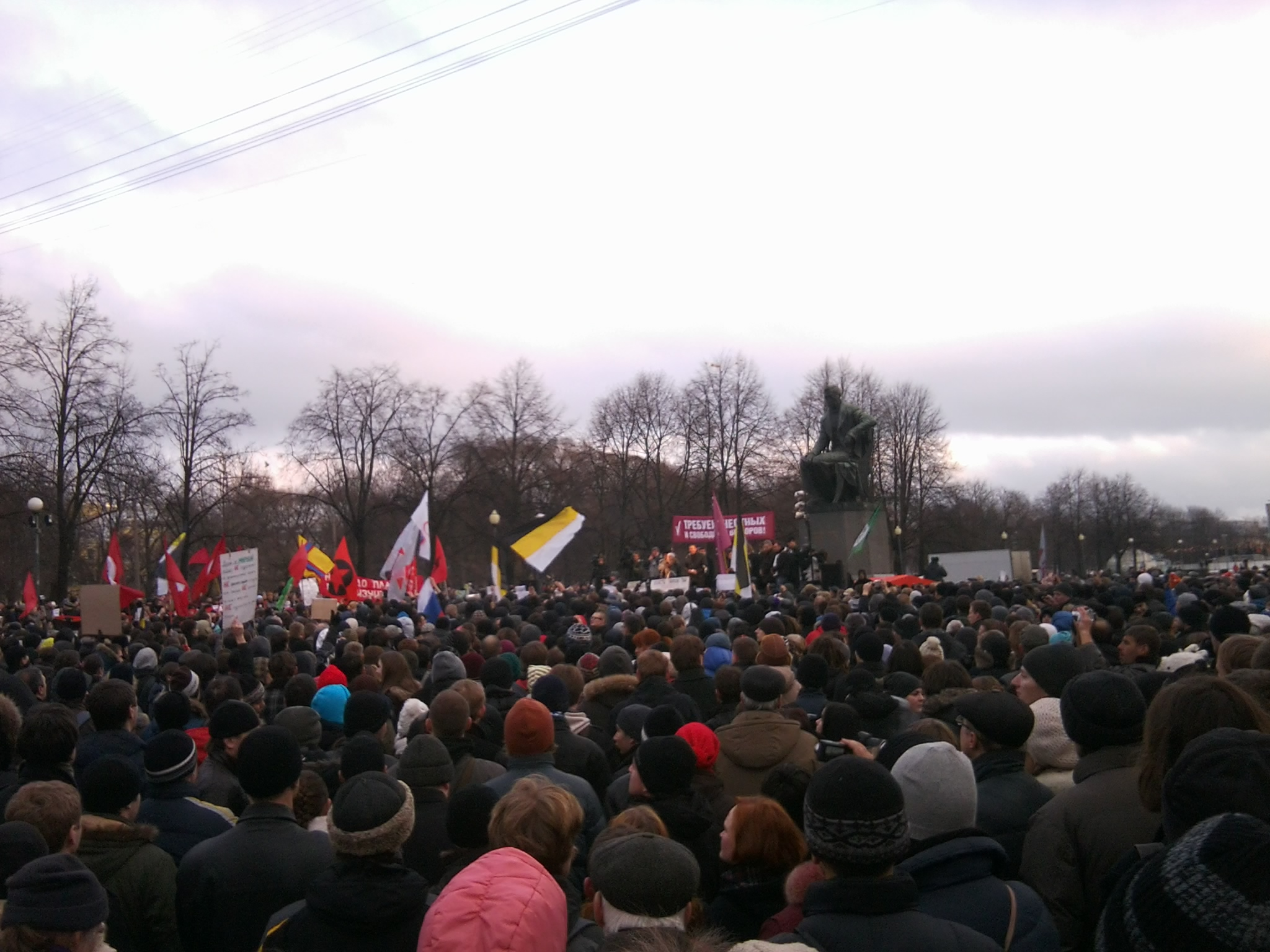
Protestos na Praça Pionerskaya em São Petersburgo em 10 de dezembro de 2011.

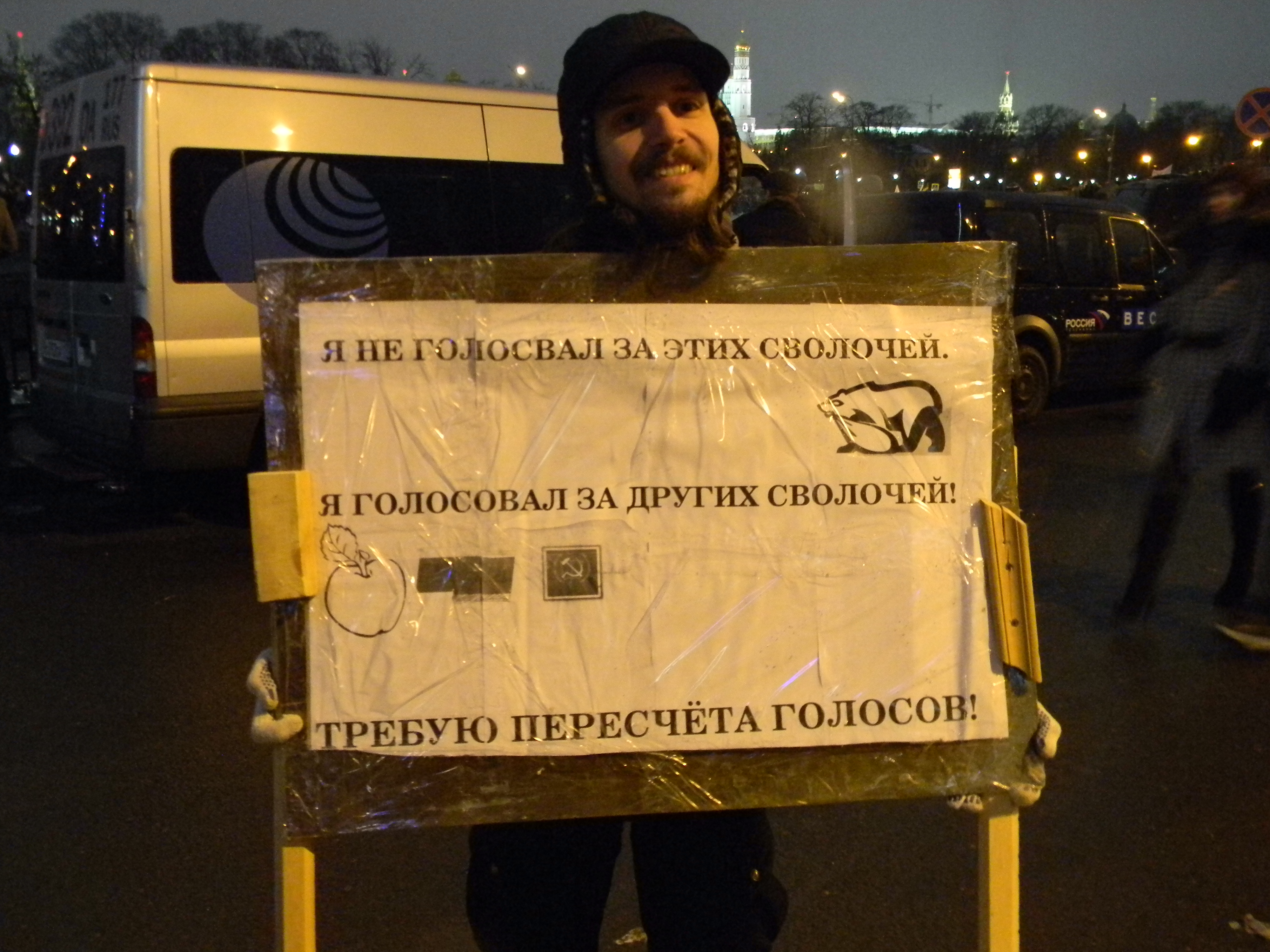
Manifestante na Praça Bolotnaya em 10 de dezembro. O cartaz diz: "Eu não votei nesses safados (logotipo da Rússia Unida), eu votei em outros safados (logotipos da Yabloko, Uma Rússia Justa, Comunista). Quero a recontagem dos votos."

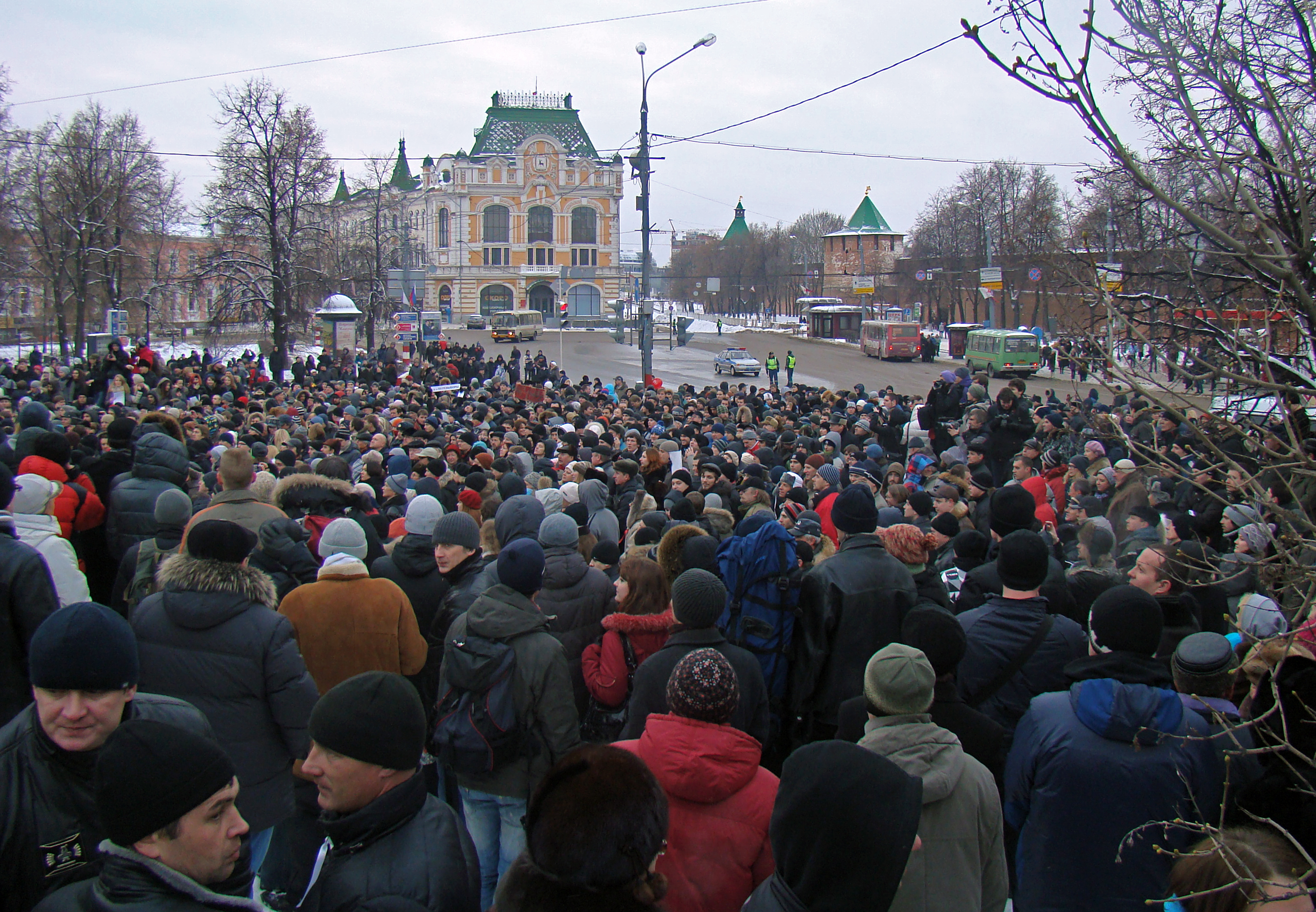
Manifestação contra os resultados oficiais das eleições parlamentares na cidade de Níjni Novgorod (10 de dezembro).

Através de um grupo no Facebook "Суббота на Болотной площади" (Sábado na Praça Bolotnaya), foi feito um convite para realizar um protesto em massa contra o governo no sábado, 10 de dezembro. Antes dos protestos, vários jornais comentaram que milhares de usuários do Facebook responderam positivamente aos convites para protestar, em Moscou, e, da mesma forma, mais de 5 mil em São Petersburgo. A autorização havia sido originalmente emitida para o grupo Solidarnost para uma manifestação legal de 300 pessoas na Praça da Revolução. Em 8 de dezembro, mais de 30 mil pessoas haviam aceitado o convite do Facebook para participar. Após negociações com os manifestantes, o governo de Moscou autorizou um local alternativo para uma manifestação de 30 mil pessoas para a manifestação que teve lugar em 10 de dezembro na Praça Bolotnaya. Antes das manifestações, Putin ameaçou implantar esquemas policiais e forças de segurança para lidar com qualquer participante de protestos ilegais em Moscou ou outras cidades. No entanto, o evento foi pacífico e sem tentativas por parte do Estado de impedi-lo ou perturbá-lo.

Entre as tentativas de interromper os protestos e as organizações que os apoiam, incluíu-se repetidas vezes trotes telefônicos para o partido Yabloko e o jornal Novaya Gazeta. O chefe de Saúde Pública da Rússia, Gennady Onishchenko, advertiu que os manifestantes arriscaram infecções respiratórias como a gripe ou a SARS. Estudantes em Moscou foram requisitados para relatar sábado, durante o horário agendado para a manifestação, um exame especial a respeito de "regras de comportamento seguro na cidade."
A manifestação em Moscou foi em geral tranquila e terminou à tarde com todos cantando "Peremen", de Viktor Tsoi, que significa "Mudanças" – um hino da perestroika dos anos de 1980. Relatórios da manifestação, incluindo seu grande tamanho e as exigências de novas eleições foram realizadas no noticiário da noite na Rússia pela mídia controlada pelo Estado.
Segundo a polícia de Moscou, cerca de 25 mil pessoas estiveram nos protestos, enquanto a oposição alegou que mais de 100 mil pessoas estiveram presentes durante a manifestação.

#### Exigências
Apesar de não ser possível definir uma exigência específica nos primeiros dias de protestos, até 10 de dezembro havia cinco pontos principais:
1. liberdade para os presos políticos;
2. anulação dos resultados das eleições;
3. a renúncia de Vladimir Churov, chefe da comissão eleitoral, e uma investigação oficial sobre fraude eleitoral;
4. registro dos partidos da oposição e nova legislação democrática para partidos e eleições;
5. novas eleições democráticas e abertas.

#### Outras cidades
Assim como em Moscou, foram planejados para ocorrer outros protestos em São Petersburgo, Vladivostok e Kaliningrado, bem como 88 outras cidades na Rússia. Os protestos menores foram relatados em Tomsk, Omsk, Arkhangelsk, Murmansk, Yekaterinburg, Novosibirsk, Krasnoyarsk, Kurgan, Pérmia, Carélia, Khabarovsk, Kazan e Nizhny Novgorod.
Pelo menos 10 mil manifestantes saíram à rua em São Petersburgo, 3 mil em Novosibirsk, enquanto outros 4 mil se reuniram em Yekaterinburg. Pelo menos mil pessoas se reuniram na cidade portuária de Vladivostok no Oceano Pacífico da costa russa.

### 17-18 de dezembro

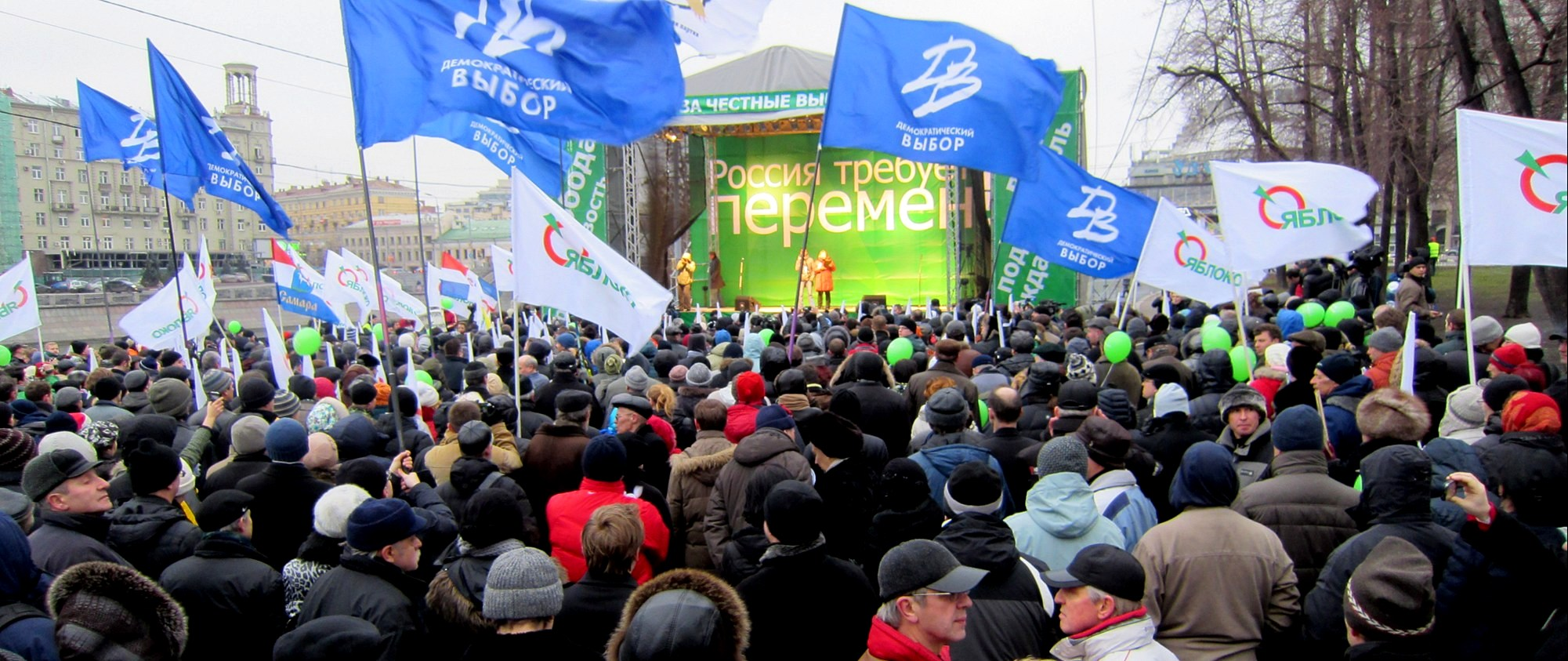
Manifestação do partido Yabloko Praça Bolotnaya (Moscou, 17 de dezembro).

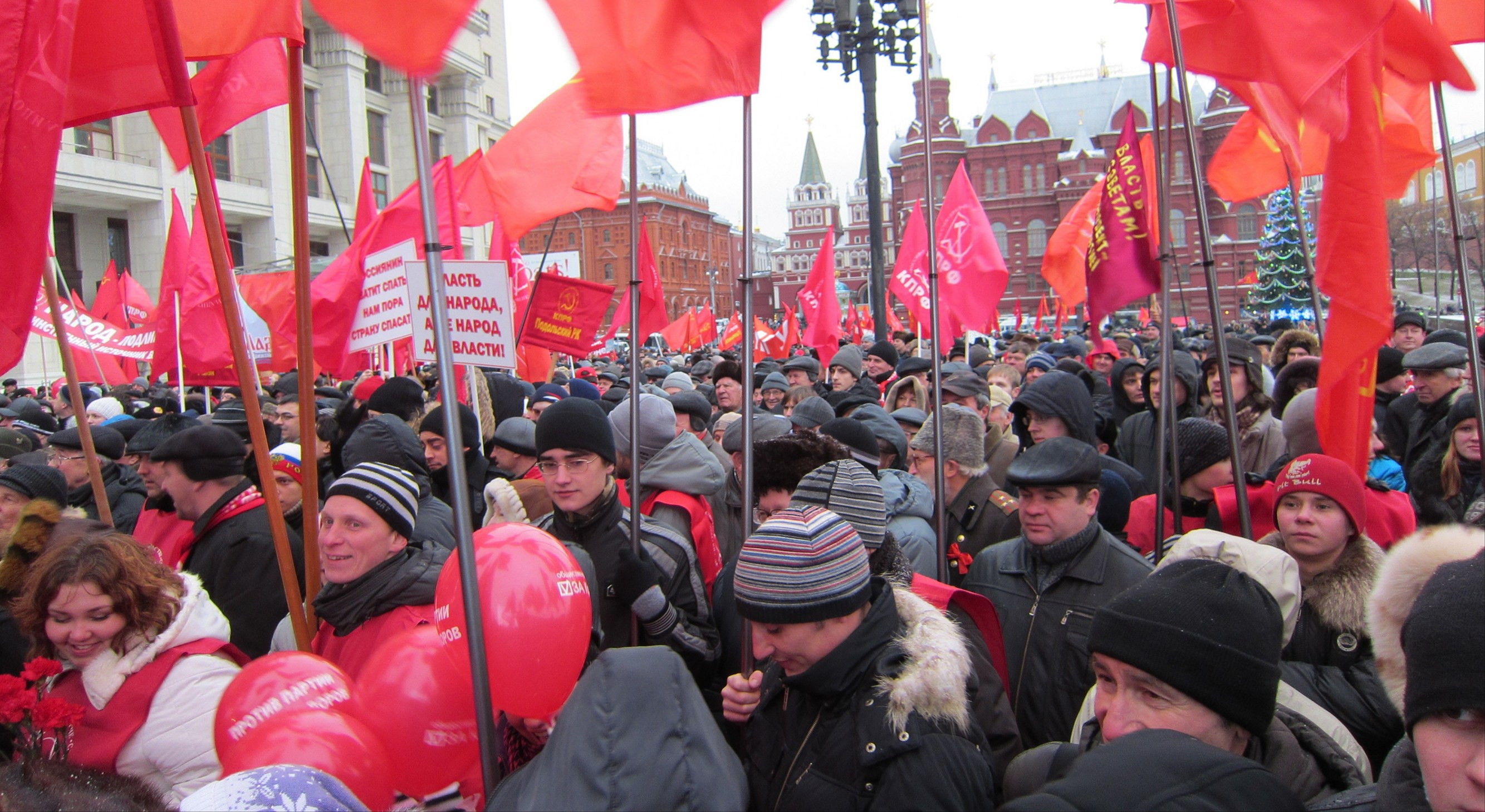
Manifestação do Partido Comunista na Praça Manezhnaya (Moscou, 18 de dezembro).

Em 17 de dezembro outra manifestação foi realizada na Praça Bolotnaya em Moscou contra a fraude eleitoral. A manifestação foi organizada pelo partido Yabloko, mas os membros de outros partidos políticos também participaram. Entre os manifestantes estavam Grigory Yavlinsky e Sergey Mitrokhin do partido Yabloko e Vladimir Ryzhkov do Partido Liberdade das Pessoas. A Polícia de Moscou afirmou que havia 1500 manifestantes, mas testemunhas afirmaram que havia até 5 mil pessoas no auge da manifestação.
Uma manifestação foi realizada em 18 de dezembro, em Moscou, organizado pelo Partido Comunista da Federação Russa na Praça Manezhnaya. A polícia afirmou cerca de 3,3 mil pessoas estiveram na manifestação, mas o partido afirmou em sua página da internet que havia "entre 10 mil e 20 mil pessoas". Outro comício menor teve lugar em São Petersburgo na Praça Pionerskaya.

### 24 de dezembro
Grandes manifestações foram realizadas em 24 de dezembro, incluindo uma manifestação "por eleições justas" na avenida Prospekt Akademika Sakharova, em Moscou. Houve manifestações em Vladivostok, Novosibirsk, Orenburg, Chelyabinsk, Saratov, Níjni Novgorod e São Petersburgo.
O ambiente era pacífico, mas pelo menos 40 ônibus com policiais estavam presentes. Alexei Kudrin, um ex-amigo de Putin, falou defendendo o diálogo. Ele foi vaiado por alguns, mas aclamado por outros.
Pelo menos 21 mil manifestantes foram a Moscou às 11 horas e 10 minutos da manhã no horário de Greenwich, de acordo com a Agência de Informação e Telegrafia da Rússia havia pelo menos 100 prisões em Vladivostok. De acordo com repórteres que estavam no local, o ambiente estava divertido, com fitas brancas, balões e cartazes de preservativos - uma forma de "proteção" contra a "infecção" de Vladimir Putin.
O Ministério do Interior estima que pelo menos 28 mil pessoas estavam presentes, embora alguns opositores tenham alegado 120 mil manifestantes em Moscou. Repórteres do The Moscow Times disseram que havia cerca de 80 mil manifestantes.

### 4 de fevereiro

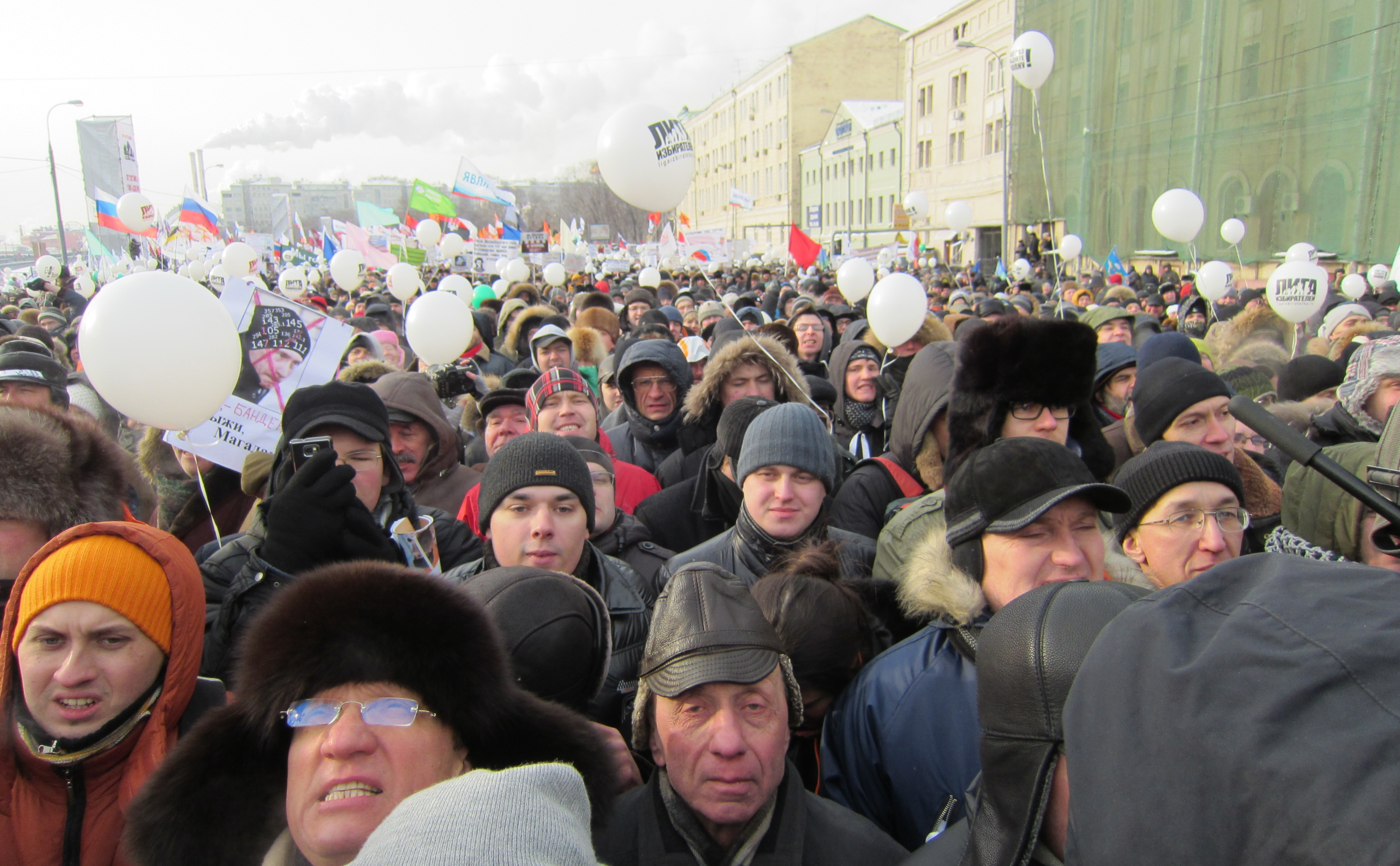
Protestos na rua Yakimanka, na Praça Bolotnaya, 4 de fevereiro.

Apesar das temperaturas de -20 °C uma terceira manifestação foi realizada em Moscou pelo movimento Para Eleições Justas em 4 de fevereiro de 2012, com 160 mil participantes, de acordo com os organizadores, ou 38 mil participantes de acordo com a polícia. Desta vez, a manifestação começou com uma marcha da Praça Kaluzhskaya para a Praça Bolotnaya, onde foi realizada um comício. Os manifestantes anti-Putin levaram balões brancos e usavam fitas brancas. Eles gritavam "Putin, Vá Embora!" e "Rússia sem Putin!". Num dos cartazes podia-se ler "Putin é uma pessoa sem vergonha e sem consciência".
O comício foi encerrado por Yuri Shevchuk, que cantou sua famosa canção "Rodina" (Pátria). As manifestações no mesmo dia estavam a ser realizadas em outras cidades por toda a Rússia, como São Petersburgo, Kazan, Kaliningrado, Níjni Novgorod, Penza e Yaroslavl.

### 26 de fevereiro
Pelo menos 3500 pessoas se manifestaram contra Vladimir Putin em São Petersburgo, sob forte presença policial, mas nenhuma prisão foi feita. Em Moscou, no domingo de 26 de fevereiro, até 30 mil pessoas se puseram em frente ao Anel dos Jardins, em um protesto chamado de Grande Círculo Branco. Roupas brancas e fitas brancas foram utilizadas por manifestantes formando uma corrente humana de quinze quilômetros segurando uma bandeira branca. O evento foi descrito como um "ato de unidade" apolítico para evitar a permissão oficial, que exigem protestos.

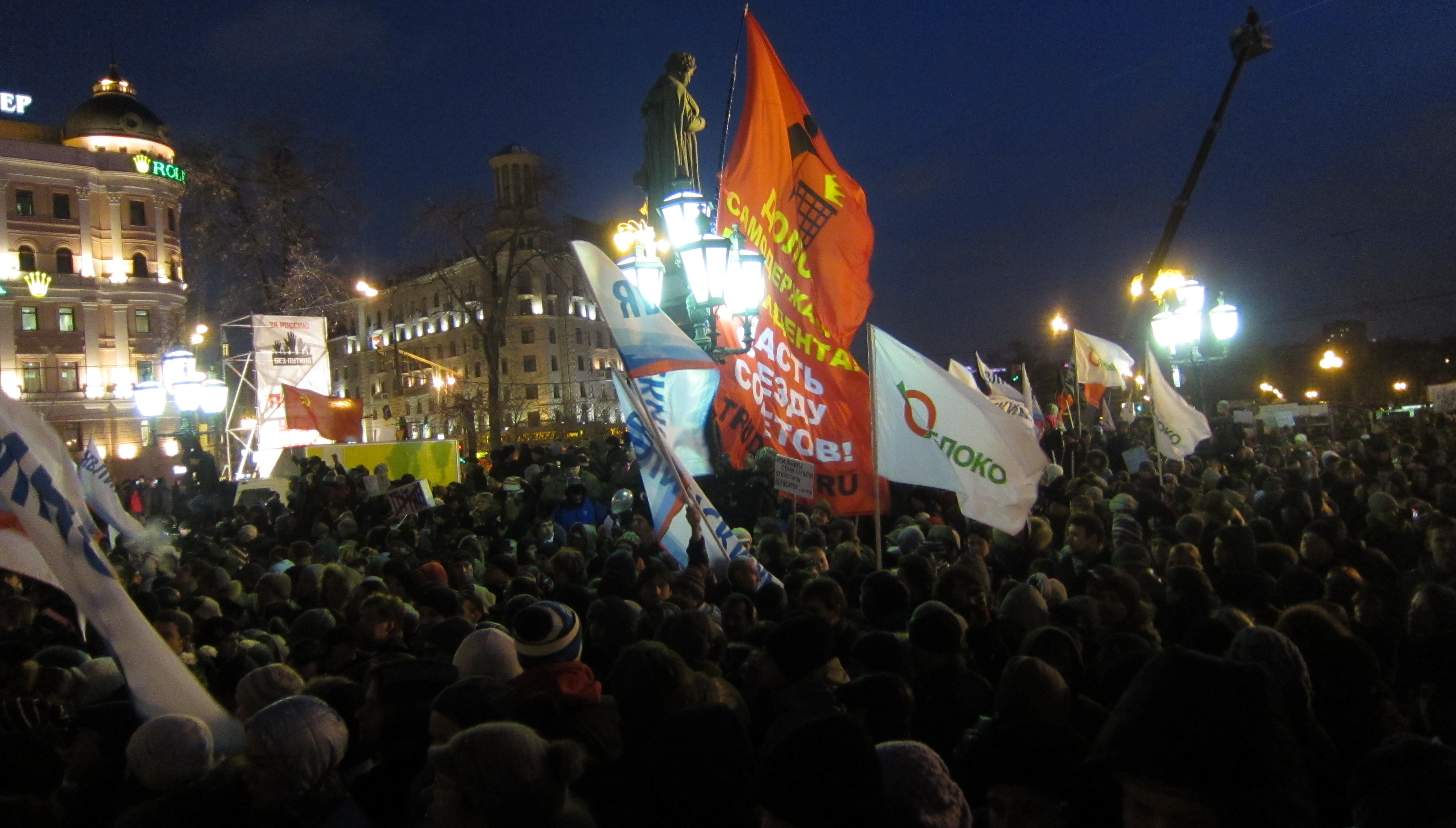
Manifestação em Moscou na Praça Pushkin (5 de março de 2012)

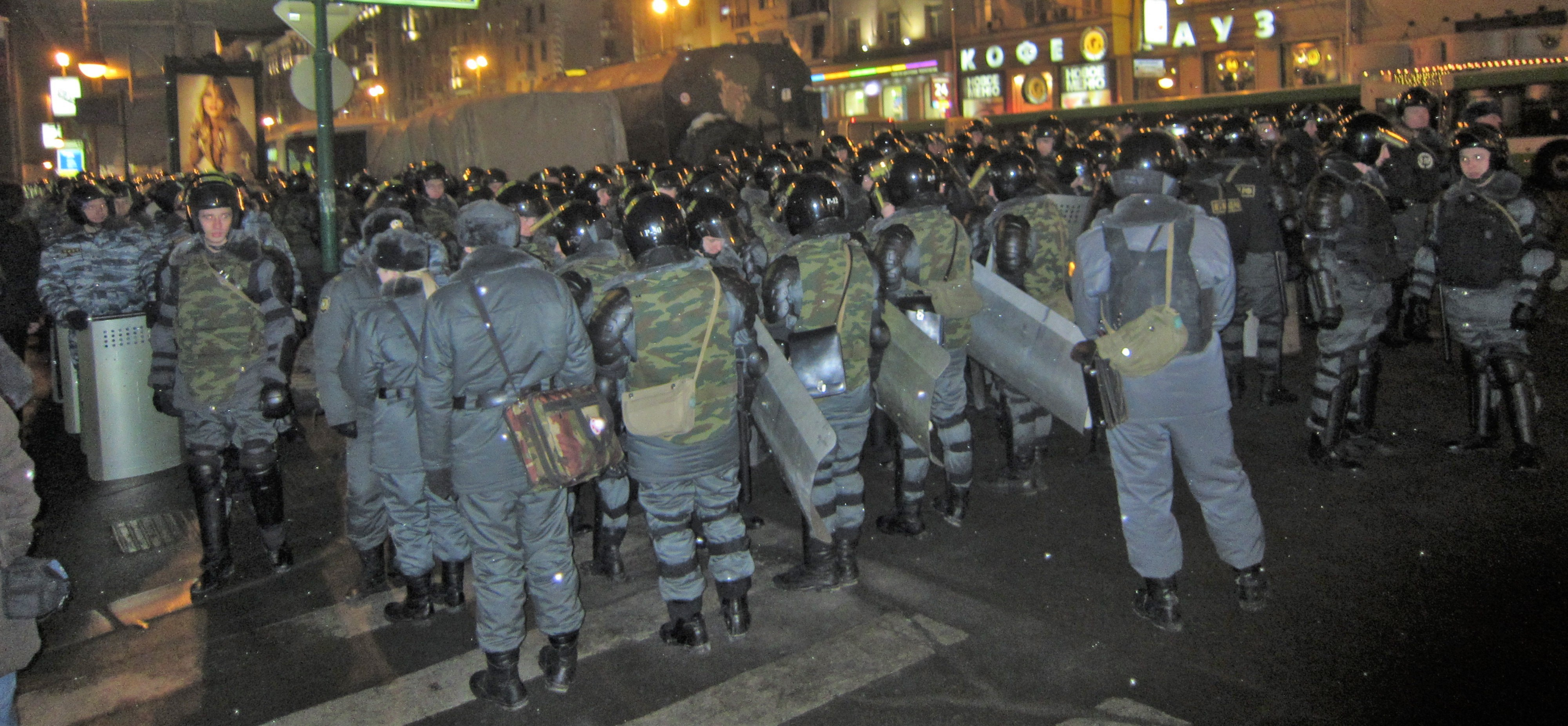
Policiamento na Praça Pushkin (5 de março de 2012).

### 5 de março
Após os indícios de fraude na eleição presidencial ocorrida a 4 de março de 2012, novos protestos aconteceram. Sob uma fina neve, cerca de 15 mil pessoas se reuniram na Praça Alexander Pushkin com bandeiras de vários partidos políticos e com faixas onde se lia "Moscou não acredita em lágrimas", se referindo as lágrimas de Putin após ter sido eleito no dia 4. Os manifestantes gritaram "Rússia sem Putin", "Ladrões devem estar na cadeia" e "Slava Rossiya! Urá" (Glória à Rússia! Urá!). Na Praça Vermelha, próximo dali, Putin comemorava a vitória. Mais de 500 manifestantes foram presos. Em São Petesburgo cerca de 3 mil pessoas fizeram manifestações, e 300 foram presas.

### Controvérsias

#### Conversas telefônicas de Nemtsov
Em 19 de dezembro, o portal de notícias Lifenews.ru publicou uma gravação de conversas telefônicas atribuída a Boris Nemtsov, líder da oposição, e um dos principais organizadores da manifestação na praça Bolotnaya em 10 de dezembro. De acordo com uma das gravações, que foram chamadas por Nemtsov como "parcialmente autênticos, parcialmente montadas e parcialmente falsas", ele considera manifestantes "lêmingues" (em russo: "хомячки"), "tímidos pinguins" das redes soiciais Facebook e Vkontakte, e afirma que ele é "forçado a representar" essas pessoas. Em outras gravações, ele usou palavrões e referência da vida sexual de alguns outros líderes das manifestações. Ele também chamou outro proeminente líder dos protestos, Alexey Navalny de "um especialista em manipular a multidão da internet". Nemtsov mais tarde pediu desculpas para vários líderes que foram citados nessas conversas, mas não para os manifestantes, e afirmou que as pessoas que fizeram gravações disponíveis ao público cometem um crime.  A Lifenews.ru declarou que recebeu pelo menos 3 milhões de visitantes no site durante o dia.

#### Visita à embaixada americana pelos organizadores

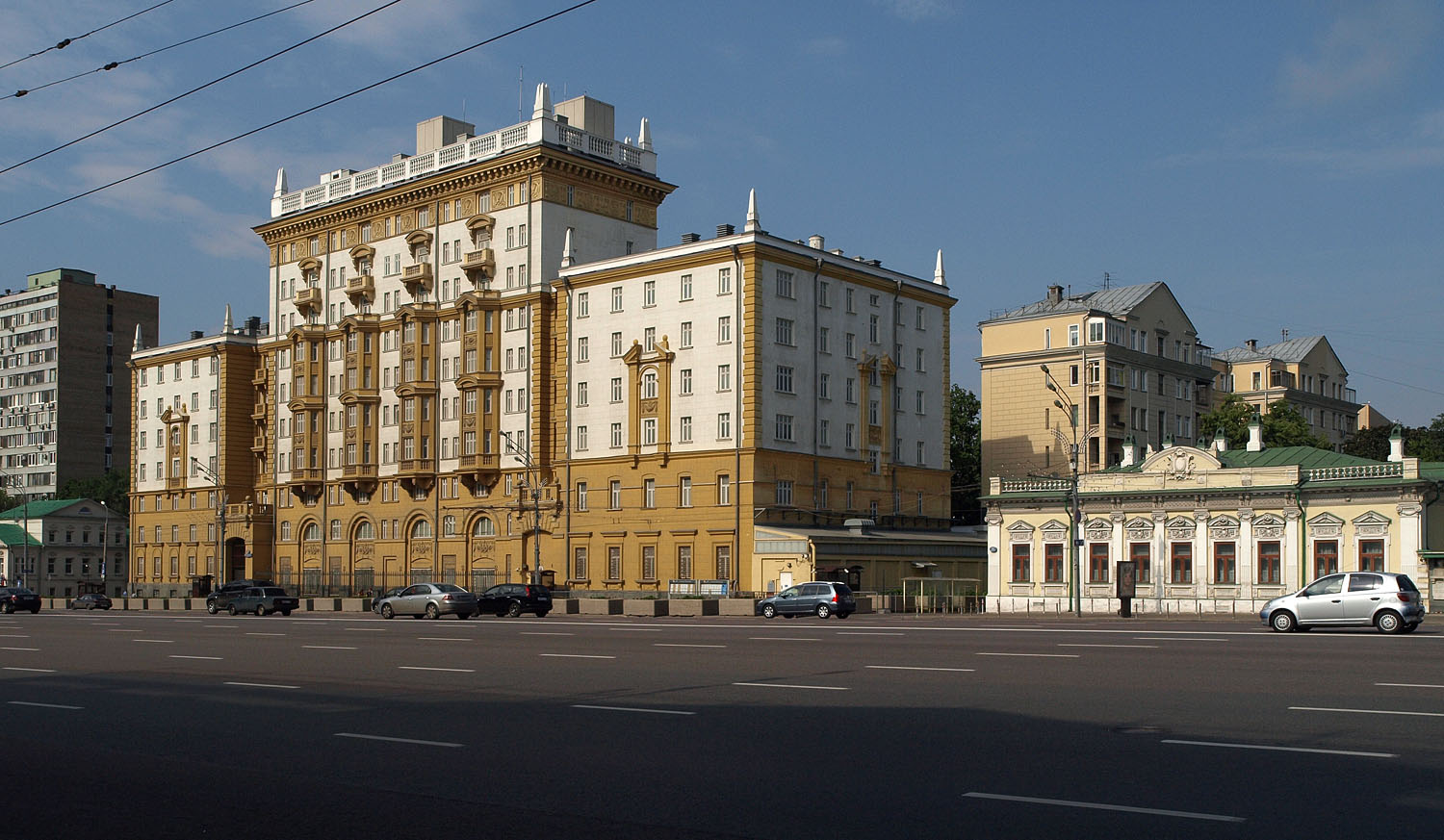
A Embaixada dos Estados Unidos em Moscou.

Em 17 de janeiro, no primeiro dia após o novo embaixador dos Estados Unidos na Rússia Michael McFaul chegar ao país, alguns organizadores e participantes proeminentes dos protestos, bem como algumas figuras proeminentes dos partidos da oposição, visitou a Embaixada dos Estados Unidos em Moscou. Em um vídeo publicado mais tarde no YouTube, os ativistas da oposição são mostrados na entrada da embaixada sendo encontrados por jornalistas de TV que perguntaram por que eles foram até o novo embaixador. A maioria dos ativistas da oposição não responderam, enquanto Boris Nemtsov disse que veio perguntar ao embaixador "Como ele foi nomeado embaixador?". Mais tarde, quando deixavam a embaixada e foram novamente cercados pelos jornalistas, os ativistas da oposição disseram em voz alta "Vocês estão fazendo propaganda Surkovian!" e não deram outros comentários. Vladislav Sourkov, a quem os ativistas se referiram se trata de um vice-primeiro-ministro russo. O incidente provocou uma reação negativa nos meios de comunicações russos e blogs.
Duas semanas depois, a jornalista Olga Romanova, que conseguiu a despesa financeira dos protestos de dezembro, também visitou a embaixada americana. Ela disse que discutiu com McFaul sobre os protestos russos e as campanhas presidenciais dos Estados Unidos. Anteriormente, em junho de 2011, em uma entrevista ao portal de notícias Slon.ru, McFaul descreveu-se como "especialista em democracia, em movimentos anti-ditadores e revoluções".

## Manifestações em apoio ao governo

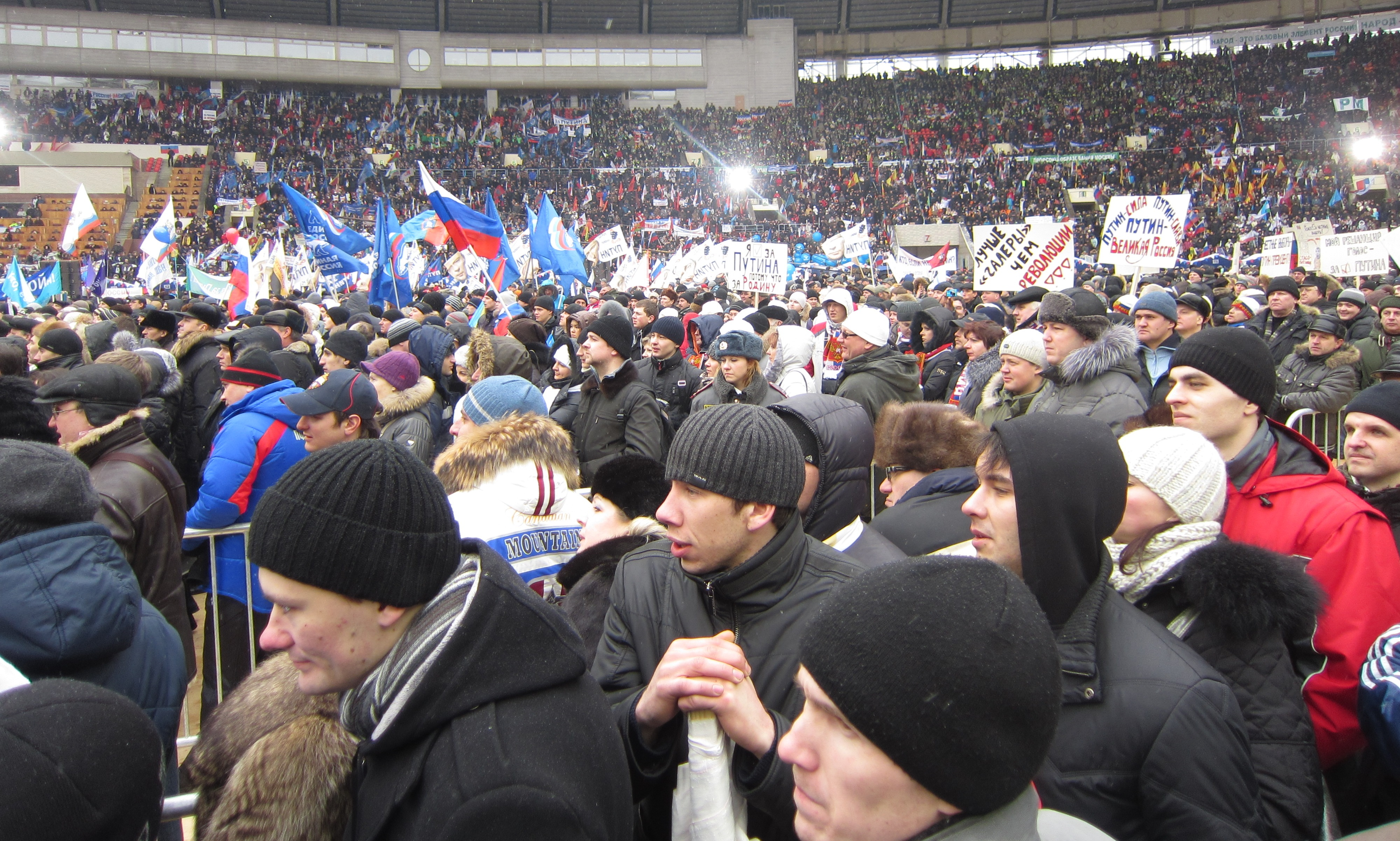
Protestos pró-Putin no Estádio Lujniki. Cartazes com slogans: "Eu sou a favor de Putin como eu sou para a Pátria!", Putin - Poder, Putin - Glória, Putin - Grande Rússia!".

Simultaneamente com os protestos anti-governamentais, o governo e o partido Rússia Unida foram apoiados por manifestações do movimento jovem Nashi, financiado pelo governo.
Em 4 de dezembro, o Nashi tomou as ruas de Moscou com 15 mil jovens que haviam sido trazidas para Moscou de mais de 20 regiões e foram realizadas manifestações e shows na praça da Revolução e da praça Manezhnaya para expressar seu apoio ao presidente Dmitry Medvedev e o primeiro-ministro Vladimir Putin.
Em 6 de dezembro, cerca de 5 mil ativistas do Nashi e outros grupos jovens pró-Kremlin realizaram comícios pró-governo nas praças Manezhnaya e Triumfalnaya. De acordo com uma reporter do New York Times, parecia que muitos dos participantes no comício foram forçados para participar.
Em 12 de dezembro, no 18º aniversário da Constituição da Rússia, milhares de simpatizantes da Rússia Unida demonstraram em Moscou o apoio a Putin.

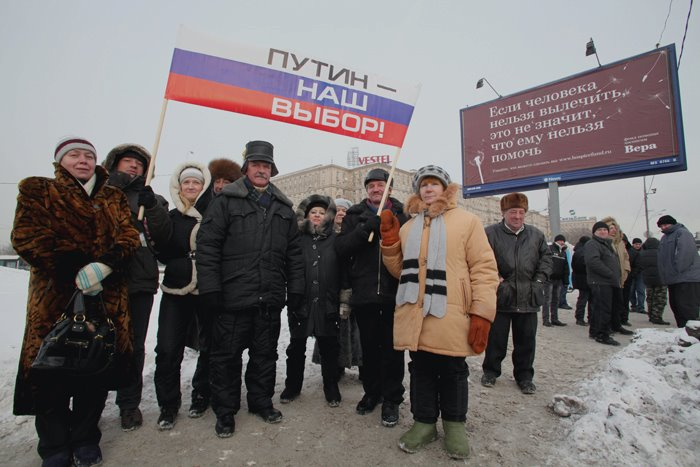
Manifestantes com cartaz escrito "Putin - Nossa Escolha" (4 de fevereiro).

Em 23 de fevereiro, uma grande passeata pró-Putin ocorreu em Moscou. A marcha terminou no Estádio Lujniki, onde uma multidão de 130 mil pessoas (de acordo com estimativas da polícia), foi endereçado por Vladimir Putin. A BBC informou, no entanto, que alguns participantes afirmaram terem sido obrigados a estar presente. Alguns disseram ter sido informados que estavam prestes a assistir a uma "festa popular". Depois que Putin discursou, a banda Lubeh subiu ao palco.

### Protestos "Anti-Laranjas" (4 de fevereiro)
Juntamente com comícios menores, que reuniram 50 mil pessoas em todo o resto do país, o grande protesto Anti-Laranja foi realizada no Monte Poklonnaya em Moscou, perto do complexo memorial da Segunda Guerra Mundial. A -18ºC, uma multidão de 200 mil pessoas se dividiram em duas manifestações, uma contra Putin e outra a favor. As manifestações que apoiaram Putin foram chamadas de "protesto anti-Laranjas" (em referência à Revolução Laranja da Ucrânia). Vários meios de comunicação independentes denunciaram a pressão exercida pelo governo para que todos os funcionários públicos participassem da manifestação. Foi criado até mesmo um disque-denúncia, para que os cidadãos pudessem informar de maneira anônima às autoridades qualquer abuso de poder. O partido governista, Rússia Unida, foi acusado de pagar entre 500 e 5000 rublos (de 28 a 280 reais) para cada pessoa que participasse da manifestação de apoio a Vladimir Putin.

#### Envolvimento da Ucrânia nos protestos russos
A Ucrânia ganhou destaque em 2014 nos protestos da Rússia após a deposição do Victor Yanukovisch do cargo de presidente da Ucrânia graças aos protestos que surgiram quando o presidente deposto desistiu de assinar um acordo com a União Europeia para fazer acordos com a Rússia. Os protestos russos agora passaram a apoiar a anexação da Ucrânia a pedido de Putin, começando com a Crimeia que acabou voltando para Rússia após a Rússia teve mais votos da decisão se Crimeia continuar fazer parte da Ucrânia ou voltar a fazer parte da Rússia. Estados Unidos considerou que a anexão da Crimeia não é democrática e expulsou a Rússia do G8 (Que volta a passar a ser G7) graças a uma sanção contra a Rússia declarada por Barack Obama e por outros membros da União Europeia. O presidente dos Estados Unidos Barack Obama confirmou que vai colocar mais sanções contra a Rússia se a Rússia não respeitar os bens da Ucrânia.

## Oposição russa
Os protestos tiveram apoio de lideranças como Boris Nemtsov considerado como a maior liderança da nova geração rebelde russa, John MaCcain e Lindsey Graham. com um forte apoio estrangeiro, especificamente norte-americano. Alguns afirmam que o assassinato de Nemtsov tais como Mikhail Gorbachev, afirmam que o assassinato de lideranças de oposição foram arquitetados para gerar o caos na Rússia. Organizações como Golos participaram de financiamento do governo norte-americano. A Lituânia também tem se destacado nesse apoio. Os protestos tem gerado atritos entre o governo russo e norte-americano desde a era Barack Obama. A oposição russa sistêmica valoriza a atividade política extraparlamentar e despreza as eleições. O grupo Pussy Riot também tem participado do financiamento do governo norte-americano. Apesar disso o apoio a Putin é grande no país, mesmo perante a crise econômica.